# ماري إليانور ويلكينز فريمان
ماري إليانور ويلكينز فريمان (بالإنجليزية: Mary Eleanor Wilkins Freeman)‏ (31 أكتوبر 1852، راندولف في الولايات المتحدة - 13 مارس 1930 في الولايات المتحدة)؛ كاتبة للأطفالو شاعرة ايضاً كاتِبة وروائية أمريكية.

## روابط خارجية
- ماري إليانور ويلكينز فريمان على موقع الموسوعة البريطانية (الإنجليزية)